# Radaczewo (Choszczno)
Pour les articles homonymes, voir Radaczewo.
Radaczewo est une localité polonaise de la gmina mixte et du powiat de Choszczno en voïvodie de Poméranie-Occidentale. Elle se trouve à environ 62 km au sud-est de Szczecin, la capitale régionale. 

## Géographie

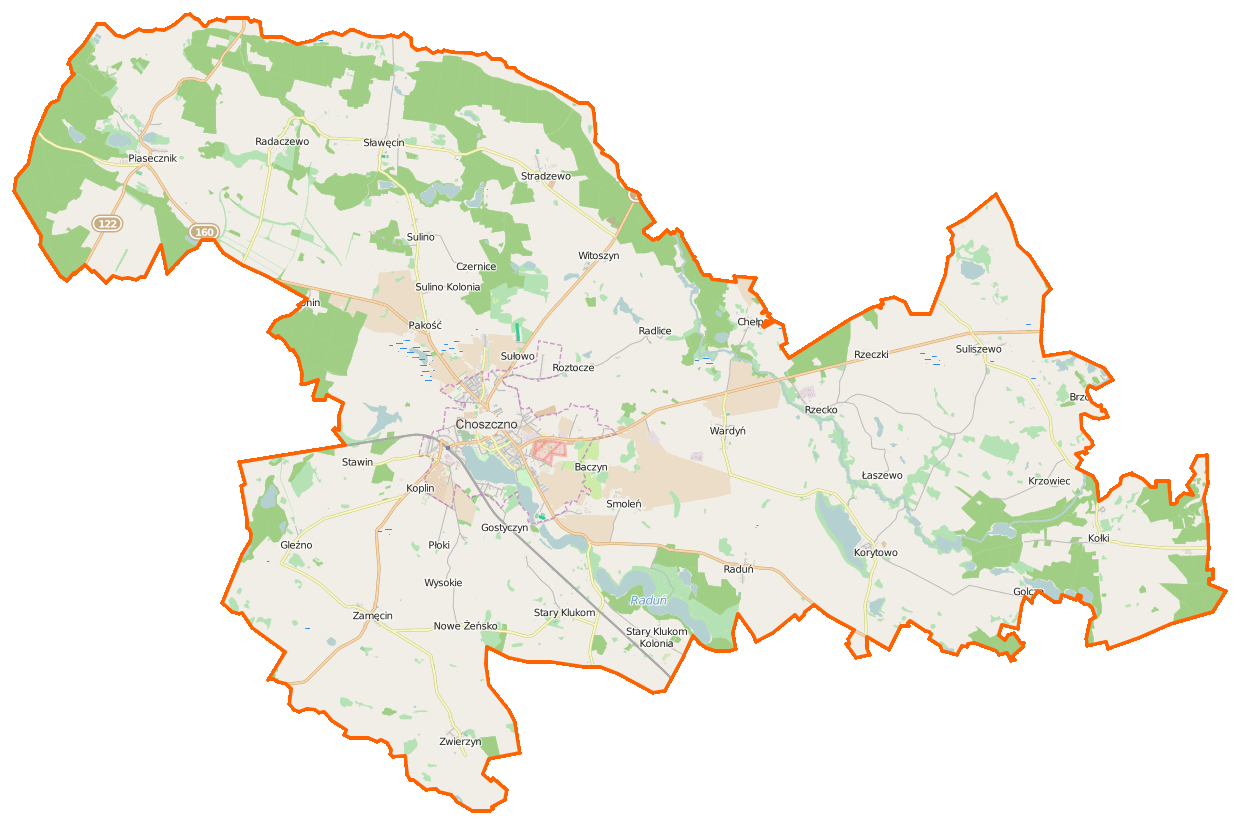
Carte de la gmina de Choszczno.

## Histoire
De 1815 à 1945, Reichenbach fait partie de l'arrondissement de Pyritz dans le district de Stettin au sein de la province de Poméranie